# Ahti
Ahti eller Ahto är i finsk mytologi havets eller i allmänhet vattnets gud. I Kalevala förekommer ordet Ahti som binamn på Lemminkäinen. 
Ahti skildras som en gammal man med skägg av sjögräs, höljd i en mantel av skum. Tillsammans med sin maka Vellamo härskar han över sina barn och undersåtar, vattnets lägre gudomligheter. Under de djupa böljorna ligger Ahtola, Ahtoskarans hem. Där finns rikedomar av alla slag.

## I modern kultur
Det finska viking/folk metal bandet Ensiferum har en låt vid namn Ahti på sitt album Victory Songs, som släpptes 2007.